# エンゲルホルム
エンゲルホルム（スウェーデン語: Ängelholm）は、スウェーデンのスコーネ県、エンゲルホルム自治体を構成する一地域。2017年の時点で4万2131人が暮らす。
カッコーを模した粘土づくりのオカリナで知られるが、伝統はすっかり廃れ、現在その粘土オカリナをつくれるのはソフィア・ニルソンただ一人になってしまった。
観光も主要産業のひとつで、とりわけ市街のすぐ近くに6kmにわたり広がる砂浜は人気がある。カテガット海峡から吹く風がセーリング、サーフィン、ウィンドサーフィンの愛好家らをひきつける。
域内に本社を置くアイスクリームメーカー、エンゲルホルムス・グラスは年間120万リットルものアイスクリームを生産する。
UFOの聖地がある。

## 歴史
古くはリネスタード（Rynestad）という開拓地で、1600年ごろの文献にその名が見られる。新しい都市は1516年にデンマーク王クリスチャン2世から設立特許状を得た。その後しばらく小さな町でしかなく、1658年のロスキレ条約によりスカニア地方の一部としてスウェーデンに割譲された。19世紀に工業化により発展し、1883年まで守備隊が駐屯していた。また、1941年から2002年の間も空軍基地が置かれた。スーパーカーメーカー、ケーニグセグはF10エンゲルホルム空軍基地跡に拠点を設けている。

## ゆかりの人物
- ピーター・ウィッチャーズ - バンド「ソイルワーク」のメンバー
- エマ・アンデション - 歌手、モデル、司会者
- イェスタ・カールソン - ホッケー選手
- ヴィリー・ヨセフソン - 作家
- イル・ヨンソン - 歌手
- ユルゲン・ヨンソン - ホッケー選手
- ケニー・ヨンソン - ホッケー選手
- クリスチャン・フォン・ケーニグセグ - 自動車メーカー、ケーニグセグの創設者
- ヤール・キューレ - 俳優
- アンデルス・レーゾン - セーリングトレーナー、セーリング高校主宰
- スーザン・ラスマルク - オペラ歌手
- マリア・ルース - 女子ホッケー選手
- セバスティアン・アンデション - サッカー選手